# Raspberries
I Raspberries sono un gruppo pop rock statunitense originario di Cleveland, Ohio, dove è stata fondato nel 1970. Dopo pochi anni di vita il complesso si è sciolto, ma negli ultimi anni si è riproposto con una nuova formazione.

## Formazione

### Formazione attuale
- Eric Carmen - voce, chitarra, tastiere
- Wally Bryson - chitarra
- Dave Smalley - basso e voce
- Jim Bonfanti - vari strumenti

## Discografia

### Album in studio
- 1972 - Raspberries
- 1972 - Fresh
- 1973 - Side 3
- 1974 - Starting Over

### EP
- 2000 - Refreshed

### Raccolte
- 1976 - Raspberries' Best (Capitol)
- 1987 - Overnight Sensation: The Best of the Raspberries (Zap!)
- 1991 - Capitol Collectors Series (Capitol)
- 1995 - Greatest Hits (Capitol)
- 1996 - Power Pop, Vol. 1 (RPM)
- 1996 - Power Pop, Vol. 2 (RPM)
- 1998 - Back 2 Back Hits (EMI)
- 2000 - Greatest Hits [versione estesa] (Capitol)
- 2002 - The Very Best of the Raspberries: Overnight Sensation
- 2003 - Back to Back Hits (EMI)
- 2003 - Best of the Raspberries (Capitol)
- 2005 - Greatest (Capitol)
- 2007 - Live on Sunset Strip (Rykodisc)
- 2007 - The Very Best of Raspberries (Toshiba EMI)

## Singoli
1972:
- "Don't Want to Say Goodbye," #86 US
- "Go All the Way," #4 US
- "I Wanna Be With You," #16 US

1973:
- "Let's Pretend," #35 US
- "Tonight," #69 US
- "I'm a Rocker," #94 US

1974:
"Overnight Sensation (Hit Record)," #18 US